# 2TE25K型柴油机车
2TE25K型柴油机车（俄語：2ТЭ25К）是俄罗斯的大功率干线货运柴油机车车型之一，由布良斯克机械制造厂设计制造，于2005年试制成功。2TE25K型柴油机车为双节重联组合式机车，由两节结构相同的单独机车联挂而成，采用交—直流电传动，并采用了许多以往未曾在苏联和俄罗斯柴油机车应用的新技术，例如模块化设计、牵引电机独立控制、径向转向架等。2TE25K型柴油机车目前配属莫斯科铁路局使用；此外，俄罗斯也向哈萨克斯坦铁路提供了一台2TE25K型机车作试验用途。

## 参看
- 2TE25A型柴油机车